# ساكن الحرج هيويتسون
ساكن الحرج هيويتسون (الاسم العلمي: Bebearia tentyris)، نوع من الفراشات التي تتبع جنس ساكن الحرج وفصيلة الحورائيات. يوجد في ساحل العاج وغانا وتوغو ونيجيريا والكاميرون وجمهورية الكونغو وجمهورية الكونغو الديمقراطية. يألف الغابات، خاصة الغابات الجافة.
تتغذى يرقاته على أنواع من نبات Hypselodelphys.

## النويعات
- Bebearia tentyris tentyris (ساحل العاج، غانا، توغو، نيجيريا، الكاميرون)
- Bebearia tentyris seeldrayersi (Aurivillius, 1899) (الكونغو، وغرب جمهورية الكونغو الديمقراطية)